# Lucky Lehrer

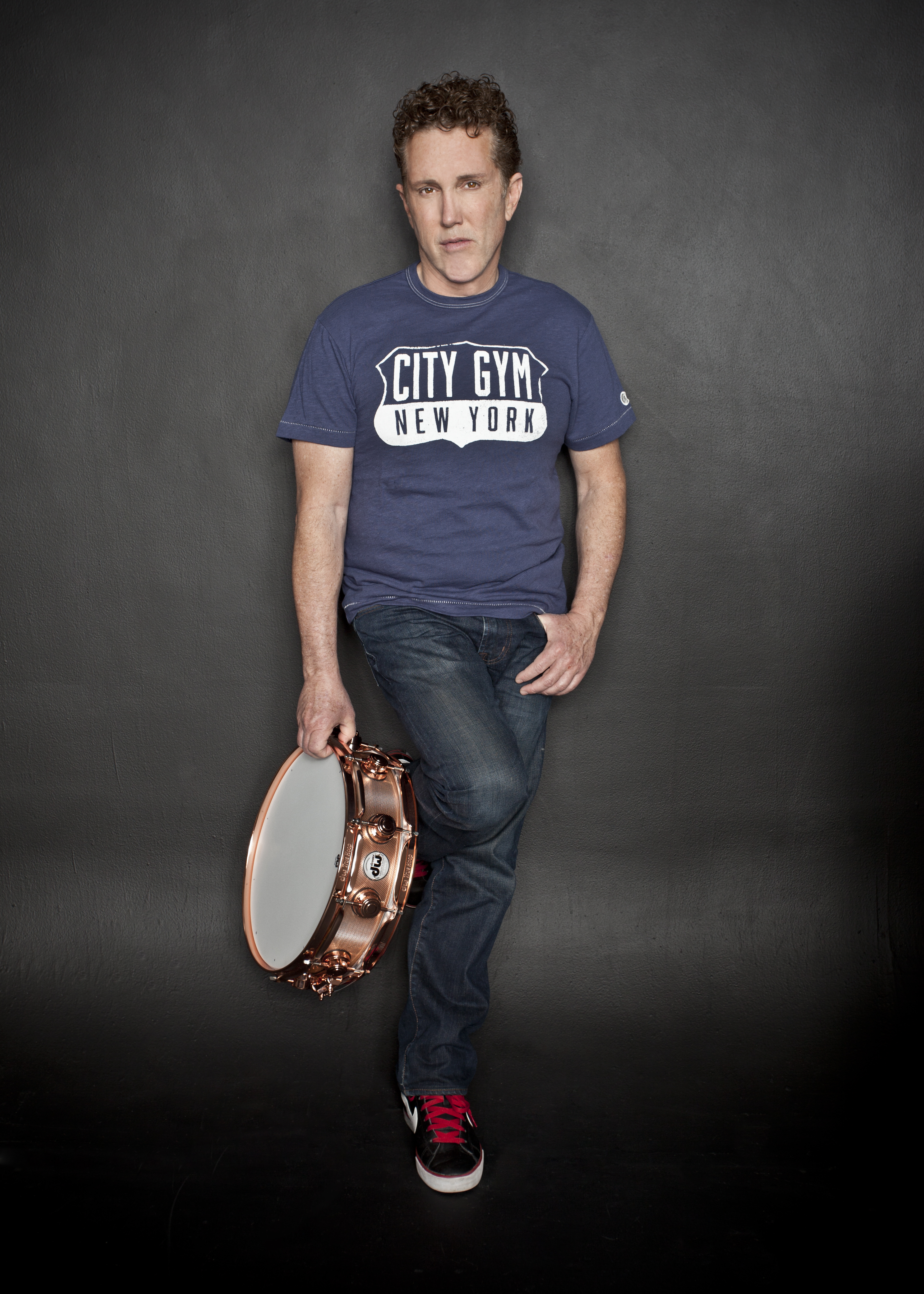
Lucky Lehrer

Lucky Lehrer was de vijfde drummer voor de Amerikaanse band Bad Religion. In het begin van 1985 volgde hij John Albert op. Lucky heeft nooit meegedaan met het opnemen van een album voor de band. Eind 1985 verliet hij de band weer, en werd opgevolgd door Peter Finestone, die al tweemaal eerder lid van de band was.
Lehrer speelde tevens ook in Circle Jerks.
Keith Morris · Greg Hetson · Zander Schloss · Keith Fitzgerald
Oud-leden: Roger Rogerson · Lucky Lehrer · Chuck Biscuits · Earl Liberty · Keith Clark
Studioalbums: Group Sex (1980) · Wild in the Streets (1982) · Golden Shower of Hits (1983) · Wonderful (1985) · VI (1987) · Oddities, Abnormalities and Curiosities (1995)

Overige albums: Group Sex/Wild in the Streets (1986, compilatie) · Gig (1992, live)